# Black Metal ist Krieg
Black Metal ist Krieg (niem. Black metal jest wojną) - studyjny album niemieckiego jednoosobowego projektu Nargaroth. Wyrażenie „Black Metal ist Krieg” jest często parodiowane.
Na okładce znajduje się fotografia jedynego członka Nargaroth, René „Kanwulf” Wagnera, która przypomina jedno ze zdjęć słynnego Varga Vikernesa.
Kanwulf chciał, aby ten materiał był pewnego rodzaju „hołdem” dla black metalu. Prócz coverów znanych blackmetalowych zespołów na albumie można usłyszeć piosenki poświęcone historii gatunku oraz legendarnym muzykom.

## Lista utworów
1. „Introduction” – 2:13
2. „Black Metal ist Krieg” – 5:01
3. „Far Beyond the Stars” (cover Azhubham Haani) – 4:48
4. „Seven Tears are Flowing to the River” – 14:47
5. „I Burn for You” (cover Lord Foul) – 2:56
6. „The Day Burzum Killed Mayhem” – 9:20
7. „Píseň pro Satana” (cover Root) – 2:40
8. „Amarok - Zorn des Lammes III” – 9:30
9. „Erik, May You Rape the Angels” – 6:58
10. „The Gates of Eternity” (cover Moonblood) – 5:04
11. „Possessed by Black Fucking Metal” – 6:33

## Dodatkowe informacje
- Erik, May You Rape the Angels to piosenka dedykowana Erikowi Brødreskiftowi, norweskiemu perkusiście, który zmarł w wyniku przedawkowania.
- The Day Burzum Killed Mayhem opowiada o słynnym morderstwie, którego dokonał jedyny członek Burzum, Varg Vikernes, na gitarzyście grupy Mayhem – Euronymousie.

## Twórcy
- René „Kanwulf” Wagner - wszystkie instrumenty